# Завод хімії хлору в Ез-Зарці
Завод хімії хлору в Ез-Зарці — виробничий майданчик в Йорданії у провінції Ез-Зарка, за півтора десятка кілометрів на схід від міста Ез-Зарка.
Проєкт реалізували через створену у 2005 році компанію Al-Baha Company for Caustic and Chlorine Industry (Private Free Zone), що є дочірньою структурою Al Samama — Trading Group. Відносно часу запуску майданчика в експлуатацію відомо, що станом на січень 2006-го планували початок роботи на 4-й квартал того ж року.
Завод здійснює електроліз хлориду натрію з отриманням каустичної соди, хлору та водню. Крім того, випускають такі похідні продукти, як:
- гіпохлорит натрію, що є  продуктом реакції каустичної соди та хлору;
- соляну кислоту, яку отримують реакцією хлору та водню.
Потужність заводу  становить 30 тисяч тонн каустичної соди та 26 тисяч тонн хлору на рік.
Водень також спалюють в одному з котлів, що дозволило зменшити щорічне споживання паливної нафти на 400 тонн.